# Comunidad de villa y tierra de Sepúlveda
La Villa y Tierra de Sepúlveda es una institución política castellana de origen medieval, un ente jurídico autónomo que nació libremente como un sistema de autogobierno que distribuía justicia y autoridad entre sus vecinos y ordenaba en comunidad el aprovechamiento de las aguas, de las tierras y de los pinares. Se formó con la suma de antiguas costumbres más las necesidades propias de la época como una de las Comunidades Segovianas.
Se sitúa entre los ríos Duratón y Caslilla y su capital se sitúa en la villa de Sepúlveda. Tiene una extensión de 1334 km² y está situada a una altura relativa de 1.049 metros de media sobre el nivel del mar. Engloba actualmente a 39 municipios y que se corresponden con unas 71 poblaciones. Según el INE, la suma de sus poblaciones ascendía en 2023 a 9.710 habitantes, varios miles menos que en las últimas décadas.

## Historia

Comunidades de Villa y Tierra.

Municipios y Ochavos de la Comunidad.

Históricamente, la Comunidad de Villa y Tierra era una institución política castellana, un ente jurídico autónomo que nació libremente como un sistema de autogobierno que distribuía justicia y autoridad entre sus vecinos y ordenaba en comunidad el aprovechamiento de las aguas, de las tierras y de los pinares. Se formó con la suma de antiguas costumbres más las necesidades propias de la época.
La Comunidad de Villa y Tierra de Sepúlveda se considera una adaptación histórica de aquellas pequeñas repúblicas que en la época romana se conocían con el nombre de Curias, en la Edad Media con el de Concejos o Comunes, y actualmente como Comunidad. Su fundación se pierde en la antigüedad, suponiéndose, fundamentalmente, es anterior a la confirmación de su célebre Fuero a la Villa de Sepúlveda por el rey Alfonso VI, en "era MCXIIII", el año 1114 de la era hispánica, o sea: el 1076 de la era cristiana.[cita requerida]
Nació a raíz de la repoblación efectuada por Alfonso VI, cuando surgieron los grandes Concejos a lo largo de la línea del sur del Duero. Intereses comunes de varias poblaciones hicieron que éstas se agruparan en una Comunidad. Más tarde, el rey Alfonso VIII de Castilla apoyó y dio vigor a estos grandes concejos.

### Configuración
El territorio de la Comunidad era propiedad del Concejo. La Comunidad consistía en un pequeño estado con fuero propio que formaba una unidad territorial conveniente, con obligaciones en mancomunidad. Estaba regida por el Concejo y en él había una representación del rey en la figura de un delegado real o regidor.

### División geográfico-administrativa
La Comunidad de Sepúlveda se dividió, además de en terrenos comunales, en 8 ochavos (8 partes), en cada uno había un "procurador de Tierra". Todos estos procuradores eran los representantes y portadores de la voz de todas las aldeas. Eran su representación ante la ley.

#### Vigente
- Ochavo de Sepúlveda, la villa de Sepúlveda por sí sola, incluyendo su arrabal histórico de Santa Cruz.
- Ochavo de Cantalejo, Cantalejo, San Pedro de Gaíllos, Cabezuela, Fuenterrebollo, Sebúlcor, Aldeonsancho, Valdesimonte, Rebollar, Aldealcorvo y Villar de Sobrepeña.
- Ochavo de Prádena, Condado de Castilnovo, Prádena, Casla, Sigueruelo, Santa Marta del Cerro, Perorrubio, Tanarro, Castroserna de Abajo, Castroserna de Arriba, Valleruela de Sepúlveda, Los Cortos, Ventosilla y Tejadilla.
- Ochavo de las Pedrizas y Valdenavares, Urueñas, Castrillo de Sepúlveda, Villaseca, Hinojosas del Cerro, Aldehuelas, Navalilla, Carrascal del Río, Valle de Tabladillo, Castrojimeno, Castroserracín, Navares de Ayuso, Navares de Enmedio, Navares de las Cuevas, El Olmillo, Covachuelas, Ciruelos, Barrio de Arriba y Burgomillodo.
- Ochavo de la Sierra y Castillejo, Cerezo de Arriba, Castillejo de Mesléon, Sotos de Sepúlveda, Mansilla, Duratón, Sotillo, Duruelo, Cerezo de Abajo, Vellosillo y Santo Tomé del Puerto (La Rades, Villarejo, Siguero y Rosuero).
- Ochavo de Bercimuel, Bercimuel, Pajarejos, Grajera, Fresno de la Fuente, Encinas, Aldeonte, El Olmo, Barbolla, Boceguillas, Aldeanueva del Campanario y Turrubuelo.
- El Común, territorio no urbano compartido con la villa de Riaza, y hasta la partición de 1925 también con la Comunidad de Villa y Tierra de Fresno de Cantespino, dos entidades con las que tuvo siglos de disputas por este aprovechamiento.

#### Histórico
- Ochavo de Sierra, Somosierra, Robregordo (municipios de Madrid), Colmenar de la Sierra y sus 8 barrios: Bocígano, Bustar (hoy desaparecido), Pinarejo (hoy desaparecido), Peñalba de la Sierra, La Hiruelilla/La Hiruela Vieja (hoy en día derruida), Cabida, Corralejo, La Vihuela (hoy en día desaparecida) y La Hiruela (hoy municipio independiente, y perteneciente a Madrid), El Cardoso de la Sierra y el antiguo Concejo de El Vado con sus tres núcleos: El Vado (desaparecido bajo las aguas del Embalse del Vado en 1954) , La Vereda y Matallana municipios pertenecientes a la provincia de Guadalajara.

Además, las comunidades de Fresno de Cantespino (separada en el siglo XII), Maderuelo, Pedraza y la villa de Riaza estuvieron inicialmente bajo su área de influencia hasta que se separaron.

## Fuero Extenso
Ordenamiento jurídico por el que se regían los 38 municipios que integran la comunidad en la Edad Media y que fue ratificado por Fernando IV en 1305.
El programa de actos de la conmemoración del séptimo centenario de la promulgación de este texto jurídico dio comienzo el sábado en el Teatro Bretón de Sepúlveda con la presentación del libro La Comunidad de Villa y Tierra de Sepúlveda, escrito por Diego Conte, Augusto Conte y María del Mar García, y de las actas del primer simposio Los Fueros de Sepúlveda, celebrado en octubre de 2004.
Los actos comenzaron a mediodía con la celebración de la tradicional Misa de la Minerva que repite la Cofradía del Señor los terceros domingos de cada mes en la iglesia de El Salvador (B.I.C.), donde el Santísimo Salvador recorre solemnemente bajo palio el pórtico en procesión a los redobles del tambor. Después en santuario de la Virgen de la Peña, patrona de la Comunidad, cerca de un millar de personas acompañaron a los 38 alcaldes, que realizaron una ofrenda floral. 
El manuscrito del Fuero Extenso, escrito en castellano antiguo, estuvo expuesto en el Salón de Plenos del Ayuntamiento de Sepúlveda.

## Municipios
Municipios que pertenecen a la comarca en la actualidad:
- Aldealcorvo (Segovia)
- Aldeonte (Segovia)
- Barbolla (Segovia)
- Bercimuel (Segovia)
- Boceguillas (Segovia)
- Cabezuela (Segovia)
- Cantalejo (Segovia)
- Carrascal del Río (Segovia)
- Casla (Segovia)
- Castillejo de Mesleón (Segovia)
- Castrojimeno (Segovia)
- Castroserna de Abajo (Segovia)
- Castroserracín (Segovia)
- Cerezo de Abajo (Segovia)
- Cerezo de Arriba (Segovia)
- Ciruelos (Pradales), Pradales y Carabias pertenecían a otras Comunidades
- Condado de Castilnovo (Segovia) (comprende las localidades de Villafranca, Valdesaz, La Nava y Torrecilla.)
- Duruelo (Segovia)
- Encinas (Segovia)
- Fresno de la Fuente (Segovia)
- Fuenterrebollo (Segovia)
- Grajera (Segovia)
- Navalilla (Segovia)
- Navares de Ayuso (Segovia)
- Navares de Enmedio (Segovia)
- Navares de las Cuevas (Segovia)
- Pajarejos (Segovia)
- Prádena (Segovia)
- San Pedro de Gaíllos (Segovia)
- Santa Marta del Cerro (Segovia)
- Santo Tomé del Puerto (Segovia) (comprende las localidades de Villarejo, Siguero, Sigueruelo, La Rades del Puerto y Rosuero.)
- Sebúlcor (Segovia)
- Sepúlveda (Segovia)
- Sotillo (Segovia)
- Urueñas (Segovia)
- Valle de Tabladillo (Segovia)
- Valleruela de Sepúlveda (Segovia)
- Ventosilla y Tejadilla (Segovia)